# Infrarotindex

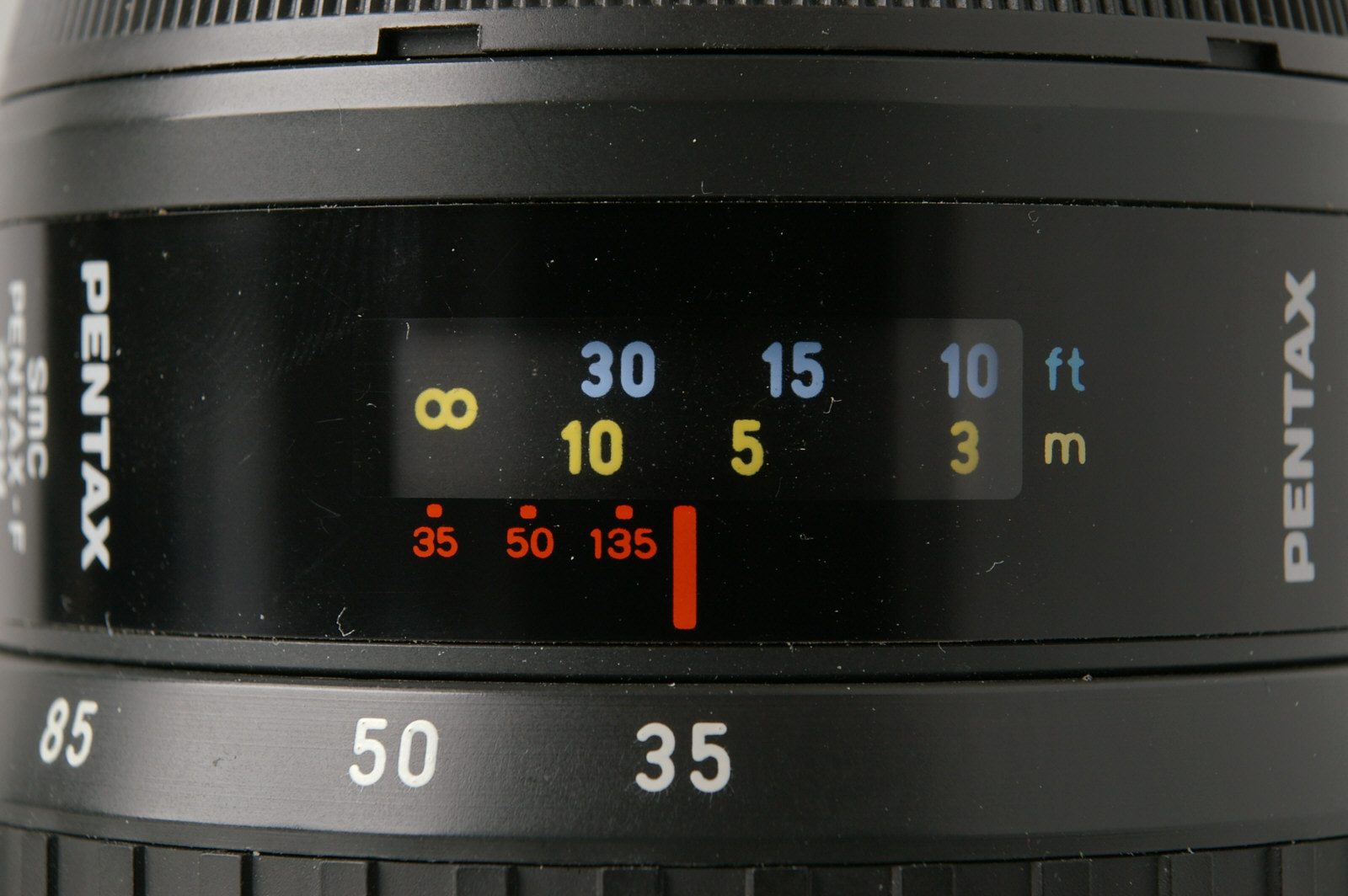
IR-Indizes für verschiedene Brennweiten bei einem AF-Zoomobjektiv

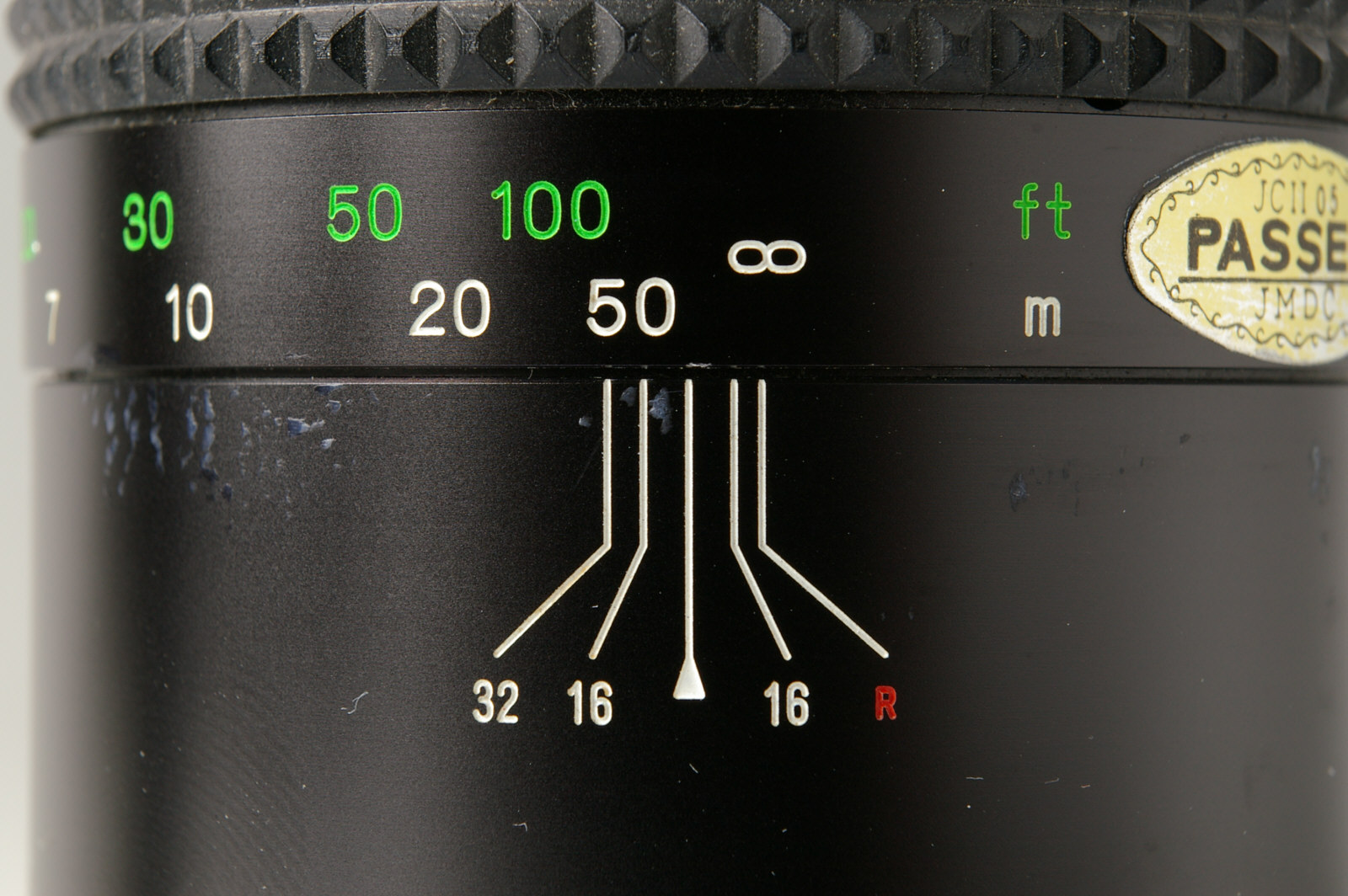
IR-Index an einem 300-mm-Teleobjektiv

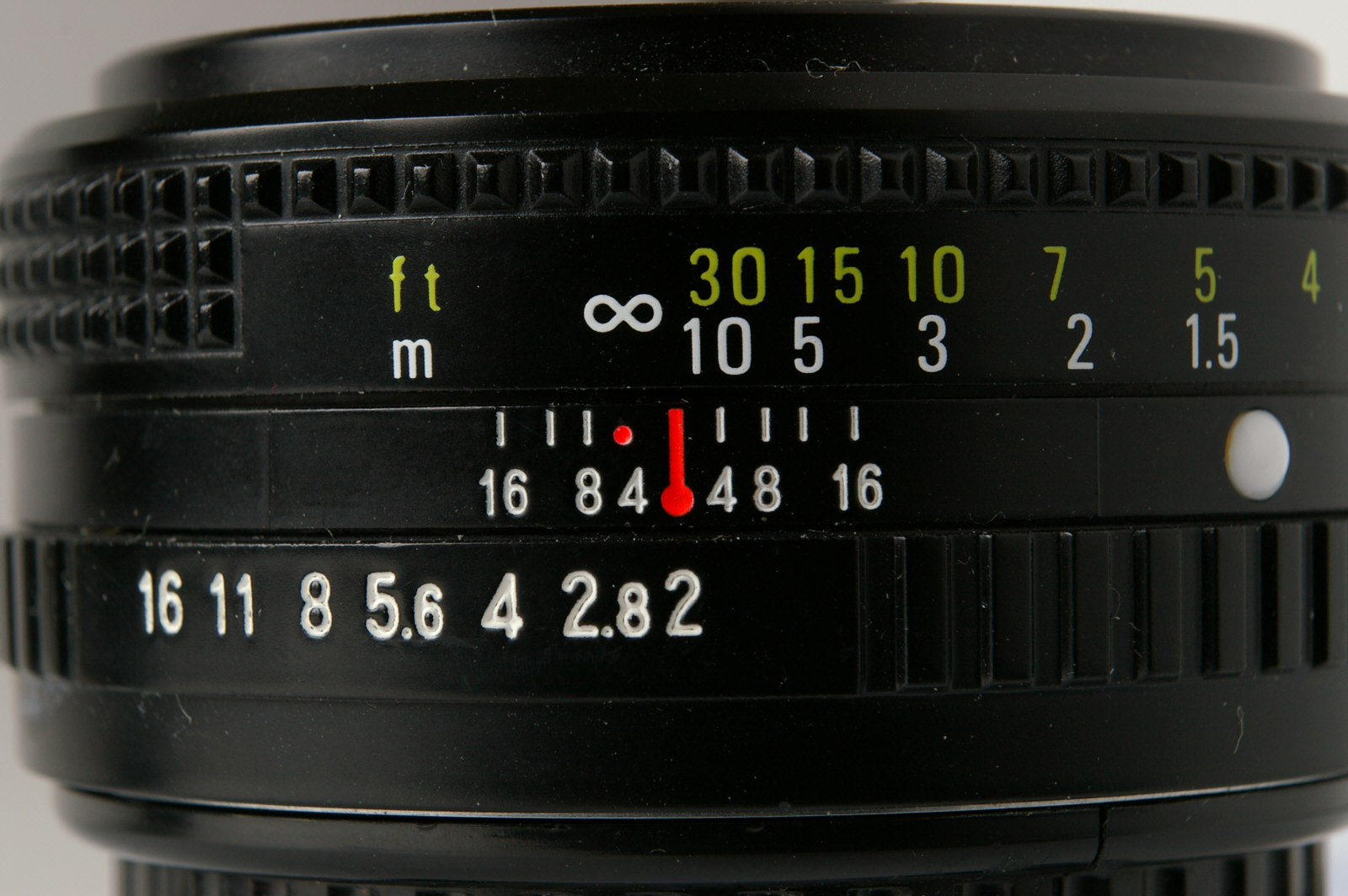
Markierung durch Farbpunkt

Der Infrarotindex ist in der Fotografie eine Markierung an Objektiven, die der korrekten Scharfstellung beim Anfertigen von Infrarotaufnahmen dient.
Licht unterschiedlicher Farbe und damit Wellenlänge wird von Linsen unterschiedlich gebrochen, was zu Unschärfen und Farbfehlern führt. Moderne Kameraobjektive sind in der Regel achromatisch oder apochromatisch korrigiert und bilden den Bereich des sichtbaren Lichts mit nur geringen Fehlern ab. Normale Objektive sind für infrarotes Licht jedoch nicht korrigiert, die Brennweite für dieses für das Auge unsichtbare Licht kann erheblich abweichen. Dies kann ohne korrigierende Maßnahmen beim Fotografieren auf Infrarotfilm zu erheblichen Unschärfen führen, wenn nach dem sichtbaren Licht scharfgestellt wird.
Viele Objektive für Systemkameras, seltener auch Kameras mit fest eingebautem Objektiv, erhalten deshalb einen Infrarotindex, der die Abweichung des Brennpunkts für eine bestimmte Wellenlänge des infraroten Lichts, meist etwa für 790 nm, markiert. In der Praxis wird das Motiv normal nach sichtbarem Licht scharfgestellt, die Entfernungseinstellung anhand der Markierung korrigiert und anschließend mit aufgesetztem Infrarotfilter die Aufnahme angefertigt.

## Besonderheiten
- Spiegellinsenobjektive weisen meist keinen Infrarotindex auf, da sie konstruktionsbedingt nur eine minimale chromatische Aberration aufweisen.
- Sogenannter Falschfarbenfilm wird trotz einer infrarotempfindlichen Schicht normal nach sichtbarem Licht scharfgestellt. Hier ist es empfehlenswert, das Objektiv zur Erzielung optimaler Schärfe nicht bei offener Blende einzusetzen.
- Zoomobjektive können je nach eingestellter Brennweite sehr große Abweichungen haben.
- Auch können unterschiedliche Objektive derselben Brennweite konstruktionsbedingt durchaus stark abweichende Eigenschaften im Infrarotbereich haben.